# Gyps himalayensis
El buitre del Himalaya (Gyps himalayensis) es una especie de ave accipitriforme de la familia Accipitridae estrechamente emparentado con el buitre leonado. Ocupa los ecosistemas montañosos de los Himalayas y Nepal. No se conocen subespecies.